# К'ак'-Уті'-Чан
К'ак'-Уті'-Чан (К'ак'-..в-Чан-Йо'паат) (д/н — 23 січня 628) — цар Шукуупа у 578—628 роках. Заклав підвалини могутності своєї держави.

## Життєпис
Син ахава Ці'-Б'алама. Про дату народження немає відомостей. Отримав трон після смерті батька у 578 році. В день 9.7.5.0.8, 8 Ламат 6 Мак (19 листопада 578 року) відбулася церемонія інтронізації К'ак'-Уті'-Чана.
На час його володарювання припадають господарський підйом і стрімке зростання чисельності населення в долині. Про зовнішню політику в цей час відомо замало. З усього знано про встановлення зверхності над цаством Бам (сучасне городище Лос-Ігос).
К'ак'-Уті'-Чан залишив після себе лише кілька монументів. Він відзначив закінчення к'атуна 9.9.0.0.0, 3 Ахав 3 Соц' (12 травня 613 року), встановивши стелу 7. В день 9.9.10.0.0, 2 Ахав 13 Поп (21 березня 623 року) була споруджена стела Р. Її початкове місцезнаходження невідомо, вона була виявлена повторно встановленою на Західному майданчику Акрополя. Її зміст досі довністю не дешифровано.
Как'-Уті'-Чан помер в день 9.9.14.16.9, 3 Мулук 2 К'аяб (23 січня 628 року). Наступники дуже шанували цього правителя, він згадується, щонайменше, на чотирьох пізніх стелах.